# Pulsòmetre

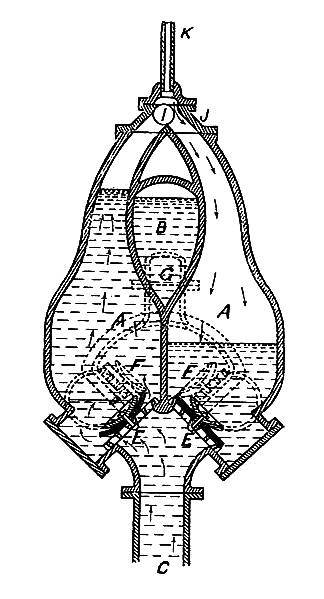
Bomba Pulsometer segons un gravat de l’obra “The Theory of Heat Engines” de 1913.

Un pulsòmetre és una bomba pulsant que es fa servir per a impulsar líquids.
Una bomba pulsant de vapor sense pistons, anomenada Pulsometer, fou patentada per Charles Henry Hall el 1872. La patent fou comprada per un enginyer britànic el 1875 i diversos models de bombes foren construïts i comercialitzats seguidament. La bomba Pulsometer fou molt popular en mines superficials i pedreres pel seu rendiment i fiabilitat. També en altres aplicacions.
La disposició del Pulsometer estava inspirada en la bomba de vapor Savery (inventada per Thomas Savery).